# Richard Leaf
Richard Leaf (ur. 1 stycznia 1967) – brytyjski aktor filmowy, telewizyjny i teatralny.

## Życiorys
Leaf ma na swoim koncie kilka ról w produkcjach telewizyjnych i teatralnych. Znany jest między innymi z roli siostrzeńca króla Edwarda I Długonogiego w filmie Mela Gibsona Bravehart: Waleczne serce. Wystąpił też w roli ojca Hannibala Lectera w filmie Hannibal: Po drugiej stronie maski. Wystąpił też w roli barmana Jacka w filmie Penelope, a także w epizodycznej roli Johna Dawlisha w filmie Harry Potter i Zakon Feniksa.

## Życie prywatne
Od 1997 roku jest mężem aktorki Tamsin Grieg, z którą ma troje dzieci.

## Filmografia
- Braveheart: Waleczne serce (1995) – gubernator Yorku
- Jack i Sarah (1995) – Stoned Man
- Wyspa piratów (1995) – Snake
- Mary Reilly (1996) – ojciec krzyczącej dziewczyny
- Piąty Element (1997) – sąsiad
- This Is the Sea (1997) – pastor Lamthorn
- A spasso nel tempo – L'avventura continua (1997) – Capo esercito inglese
- Joanna d’Arc (1999) – sumienie w postaci młodzieńca
- Best (2000) – Konstabl Davies
- Maybe Baby (2000) – Justin Cocker
- Enigma (2001) – Baxter
- Zjadacz grzechów (2003) – zjadacz grzechów w bazylice św. Piotra
- Wykolejony (2005) – Ray
- Penelope (2006) – barman Jack
- Hannibal: Po drugiej stronie maski (2007) – ojciec Hannibala Lectera
- Harry Potter i Zakon Feniksa (2007) – John Dawlish
- Captain Eager and the Mark of Voth (2008) – pułkownik Regamun